# ۷ صفر
۷ صفر، هفتمین روز از ماه صفر در تقویم هجری قمری است.
در تقویم هجری قمری قراردادی این روز سی و هفتمین روز سال است.

## زادگان
- ۱۲۸ - موسی کاظم، امام هفتم شیعیان.(به روایتی)

## درگذشتگان
- ۵۴۱ - ابوالقاسم مالینی، محدث و فقیه خراسانی.
- ۱۴۳۶ - حسن عباس زکی، سیاستمدار و اقتصاددان مصری؛ صوفی و شیخ طریقت شاذلیه.
- ۵۰ - حسن بن علی (مجتبی)،امام دوم شیعیان.(به روایتی)